# Radio pluriel
Radio Pluriel est une radio associative basée à Saint-Priest, fondée en 1981, et qui émet de façon régulière depuis 1983. Elle émet en région lyonnaise.

## Historique

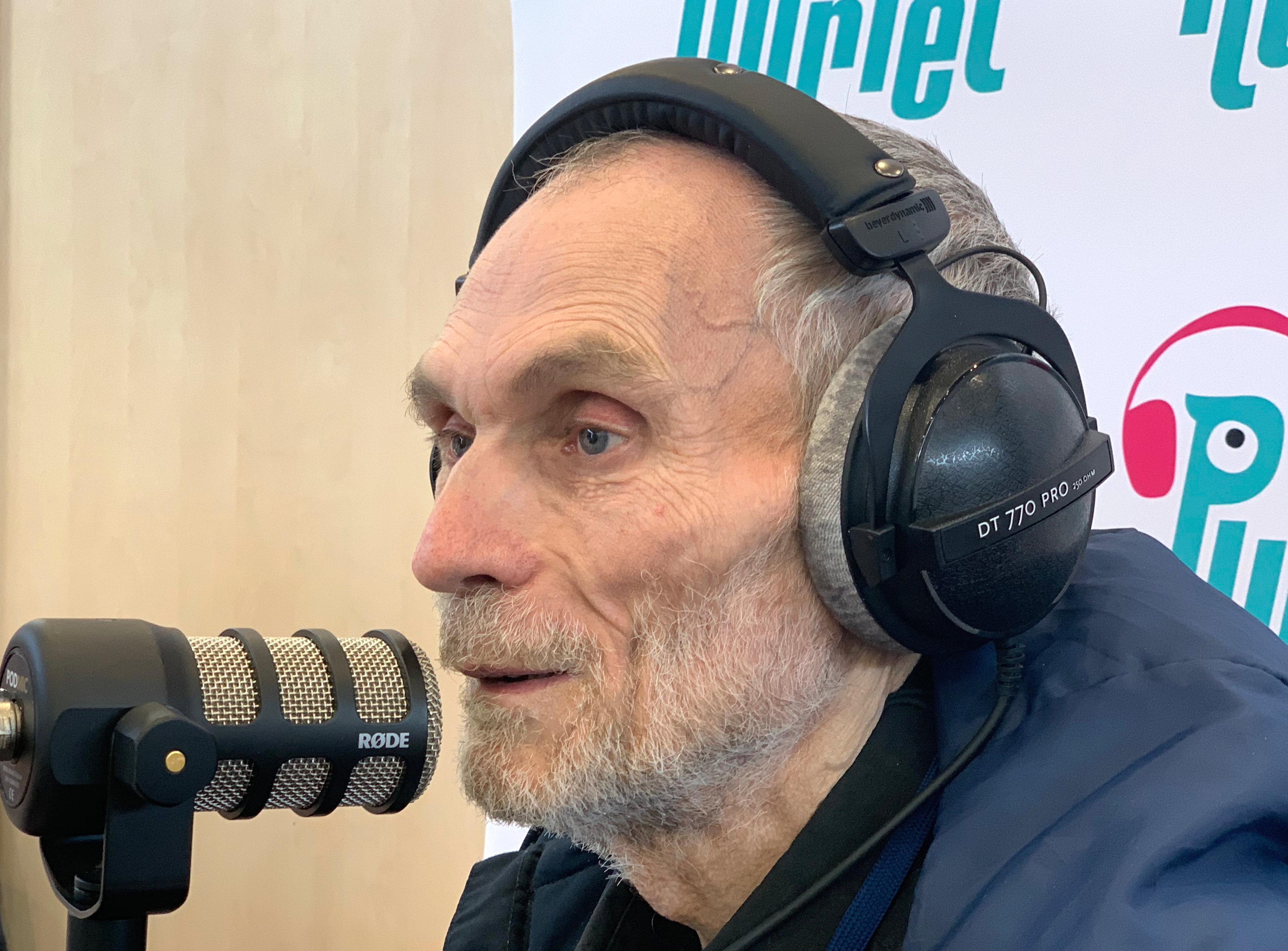
Patrice Berger en direct à l'antenne de Radio pluriel en 2020.

Radio Plurielle est lancée en juillet 1981 dans le quartier des Minguettes, au dernier étage d'une tour, à Vénissieux par des militants associatifs (Comité d'intérêt local des Minguettes) et politiques (PSU) : Régine Roméas, Claude Dilas, Elyane Dilas et Jean-François Cullafroz. Ce comité réunit rapidement un collectif large de représentants d'associations. Parmi eux, Marie-Pierre Brachet, fille de Victor Frémaux, ce dernier ayant participé activement à la création de Radio Canut. La loi n°81-994 du 9 novembre 1981 puis la recommandation de la Haute Autorité de fusionner entre radios (dans les grands villes) pour l'obtention d'une fréquence, pousse Radio Plurielle à s'unir avec Radio Grain de Sel (anciennement Radio Clown), basée à Mions, fondée par Patrice Berger (1951-2021). La radio change alors de nom et devient Radio Pluriel. Patrice Berger sera le président de la radio de 1985 à 2011.
En avril 1987, la radio quitte le château où elle était installée pour intégrer Le Radar à proximité à Saint-Priest. La stéréo fait son apparition, et le nom annoncé à l'antenne devient « Pluriel  FM ».
Depuis le 5 décembre 2018, il est possible de la recevoir en DAB+.
En 2021, l'émetteur de la radio est déménagé de Vénissieux, où il se trouvait, vers le 18 de la rue Raymond à La Croix-Rousse à Lyon.

## Mentions diverses
Louis Perego raconte dans Le Coup de grâce son passage de plusieurs années à Radio pluriel. Par la suite il fondera avec Patrice Berger (et Gilles Roman également à Radio Pluriel) Radio Piraillons qui deviendra Radio d'ici.
Elle est citée dans l'ouvrage Musiques urbaines, musiques plurielles : Rhône-Alpes de Lyliane dos Santos et Françoise Kayser.

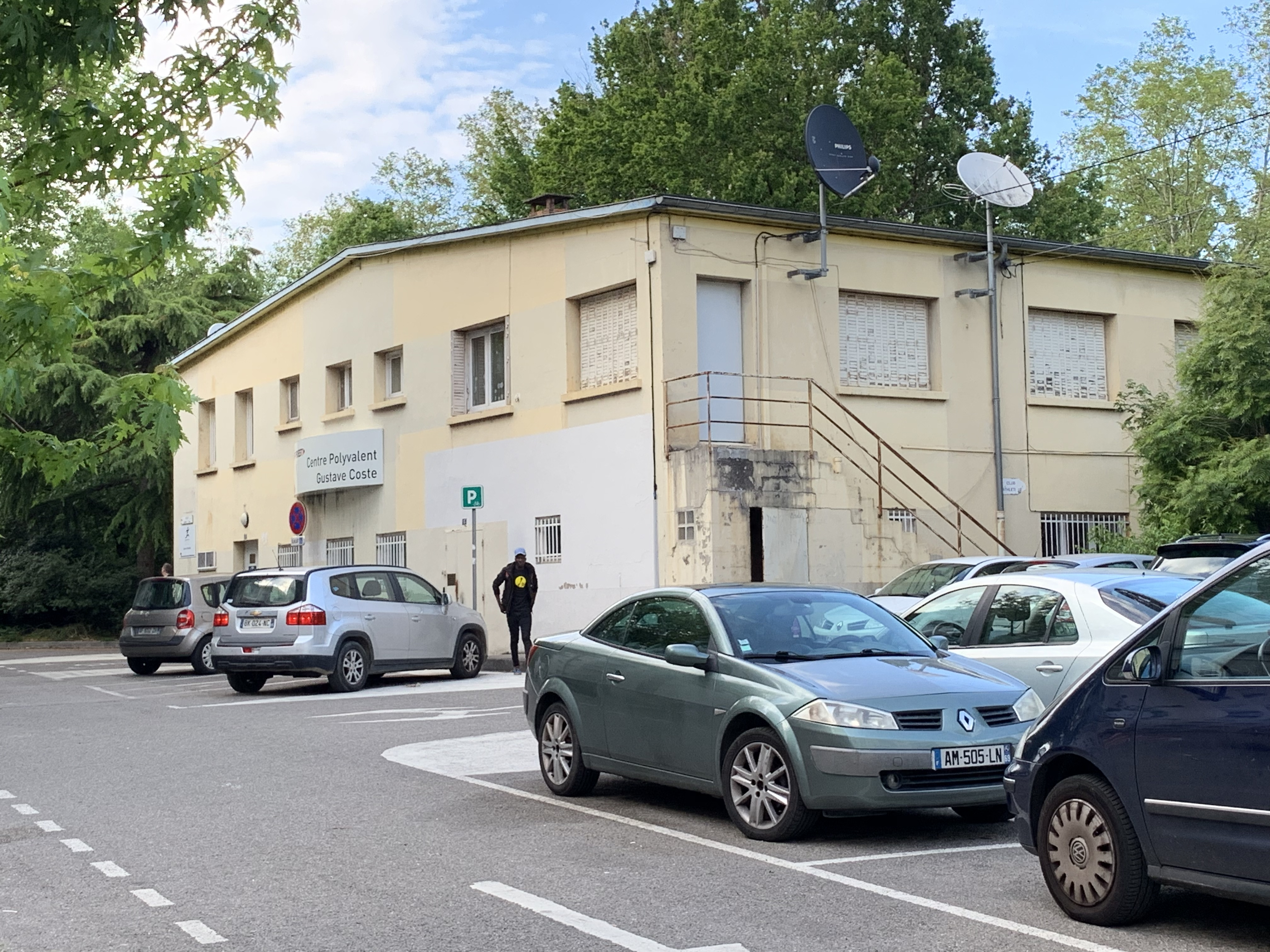
Le Radar à Saint-Priest qui abrite la radio.
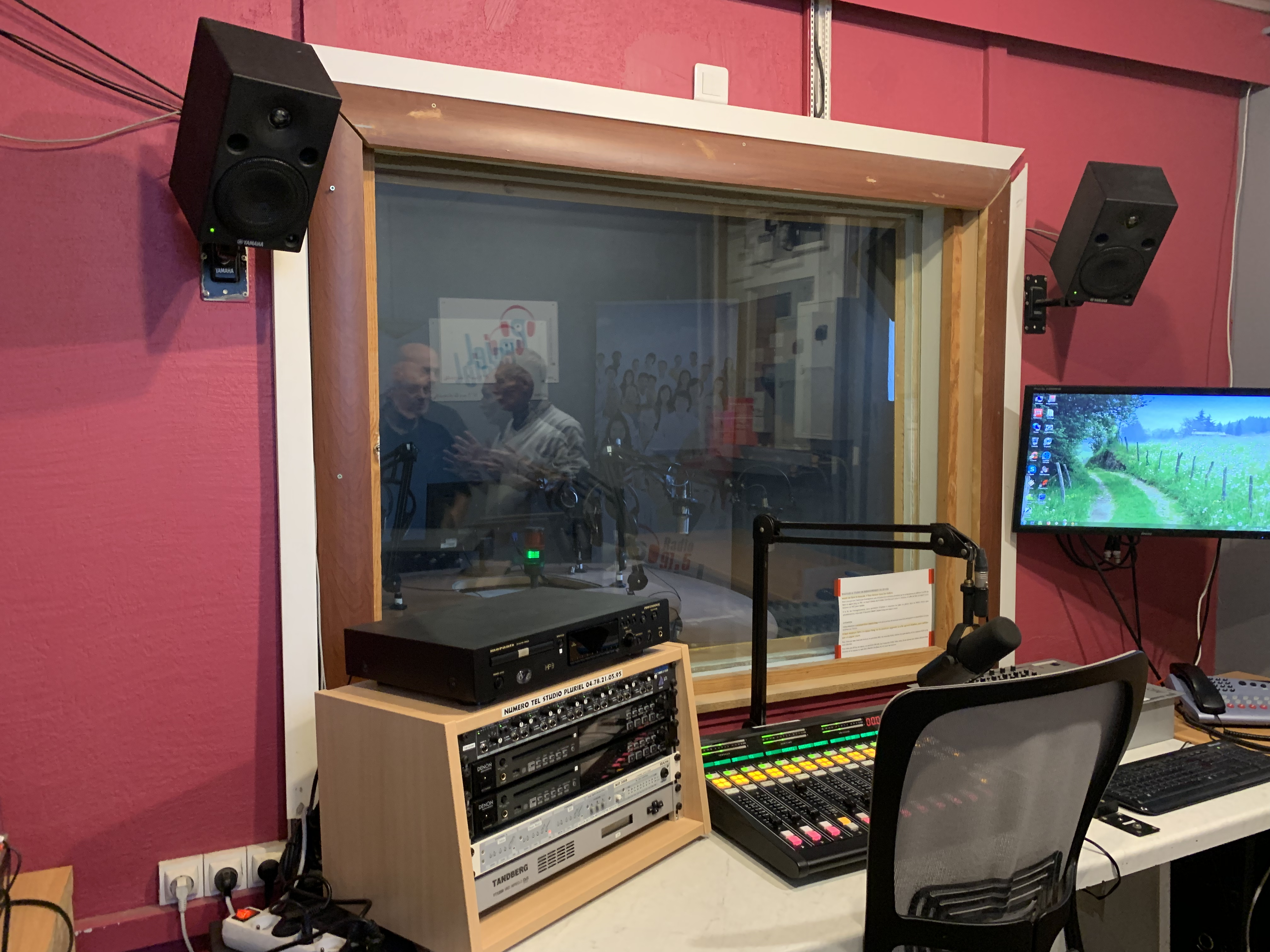
Vue d'un studio.
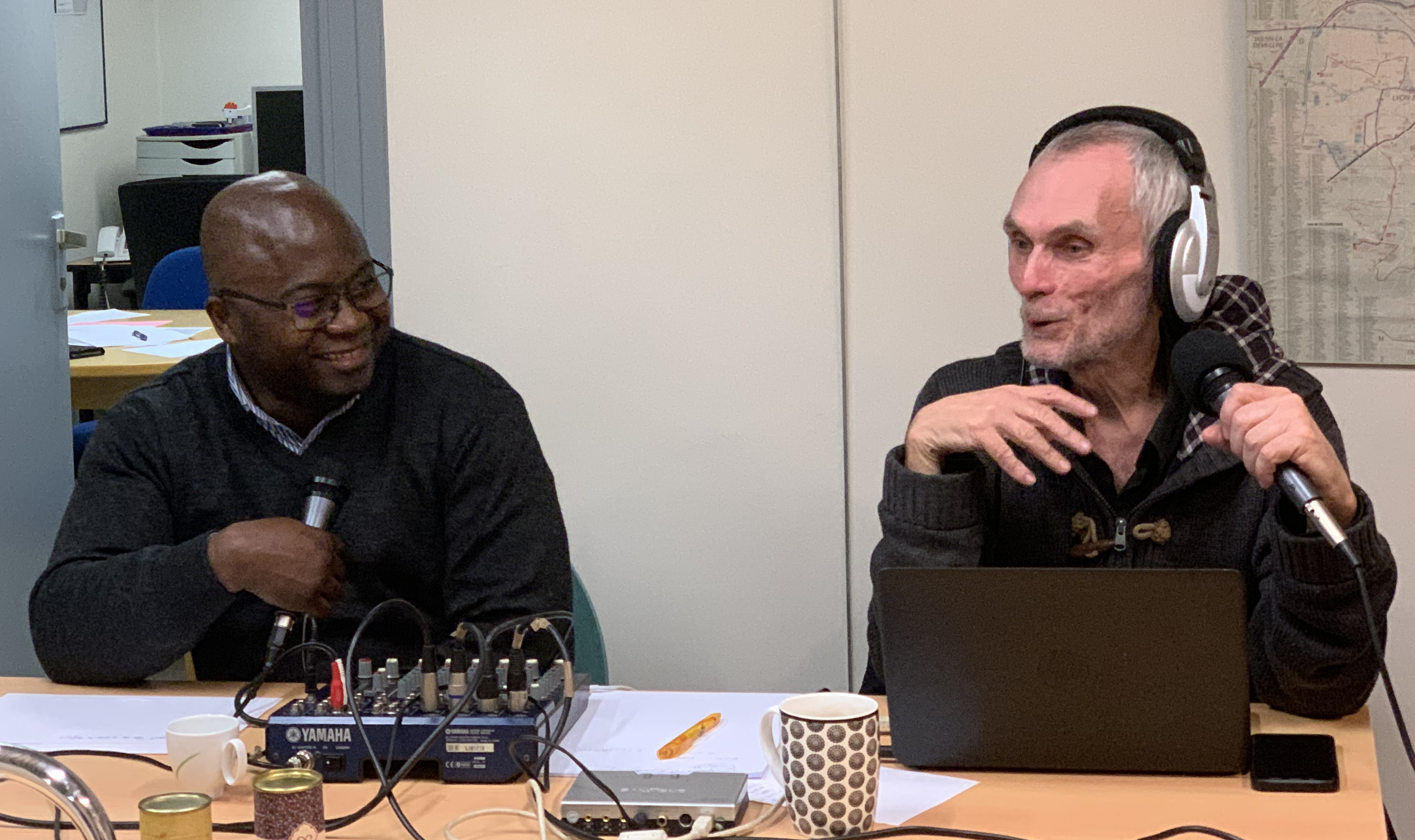
Émission hors-les-murs en 2020 à Rillieux-la-Pape (Juvénal Noël et Patrice Berger).